# Konzert für Pauken und Orchester (Paus)
Das Konzert für Pauken und Orchester (norwegisch: Konsert for pauker og orkester, kurz Paukekonsert) ist ein Paukenkonzert von Marcus Paus, das zum 250-jährigen Jubiläum des Philharmonischen Orchesters Bergen geschrieben wurde. Es wurde von den Bergen-Philharmonikern unter der Leitung von Andrew Litton am 19. Februar 2015 uraufgeführt. Die Premiere wurde von NRK ausgestrahlt.
Das Konzert wurde 2015 in der norwegischen Musikzeitschrift Ballade ausführlich diskutiert, nachdem es vom Komponisten Olav Anton Thommessen wegen seiner Verwendung von Tradition und Tonalität kritisiert wurde; Thommessen ist als Komponist der führende Vertreter der atonalen Moderne in Norwegen und war um die Jahrhundertwende als Professor an der Musikhochschule Lehrer von Paus. Thommessen argumentierte, dass das neue Paukenkonzert von Marcus Paus eine Debatte über die Form und Zukunft der zeitgenössischen Musik anrege. Das Konzert wurde vom Komponisten Ragnar Søderlind, ebenfalls Professor an der Musikhochschule, verteidigt. Søderlind hielt das Konzert für einen guten Ausgangspunkt für die Debatte über (klassische) Musik des 21. Jahrhunderts. Der Musikphilosoph und Professor an der Universität Oslo Arild Pedersen verteidigte das Werk ebenfalls. Die Debatte war die größte öffentliche Debatte über Kunstmusik in Norwegen seit den 1970er Jahren.